# František Wiesner
František Wiesner (7. srpna 1833 Mladá Vožice – 19. února 1880 Chrudim) byl český strojírenský podnikatel, stavitel, majitel strojírny F. Wiesner v Chrudimi. Za svého života vybudoval největší průmyslový podnik ve městě, ze kterého se posléze stala firma Transporta Chrudim.

## Život

### Mládí
Narodil se do rolnické rodiny v Mladé Vožici nedaleko Tábora v jižních Čechách. Vyučil se zámečníkem u jistého Sauera v Liběchově u Mělníka. Poté odešel za pracovními zkušenostmi do Karlína, později do Vídně. V roce 1850 se za prací přestěhoval do východočeské Chrudimi, kde byl zaměstnán v dílně zámečníka Kálese a mosazníka Solfingera. Roku 1855 přijal zaměstnání v železničních strojírnách v Pardubicích, poté v kotlářské dílně v Čáslavi.

### Vlastní podnikání

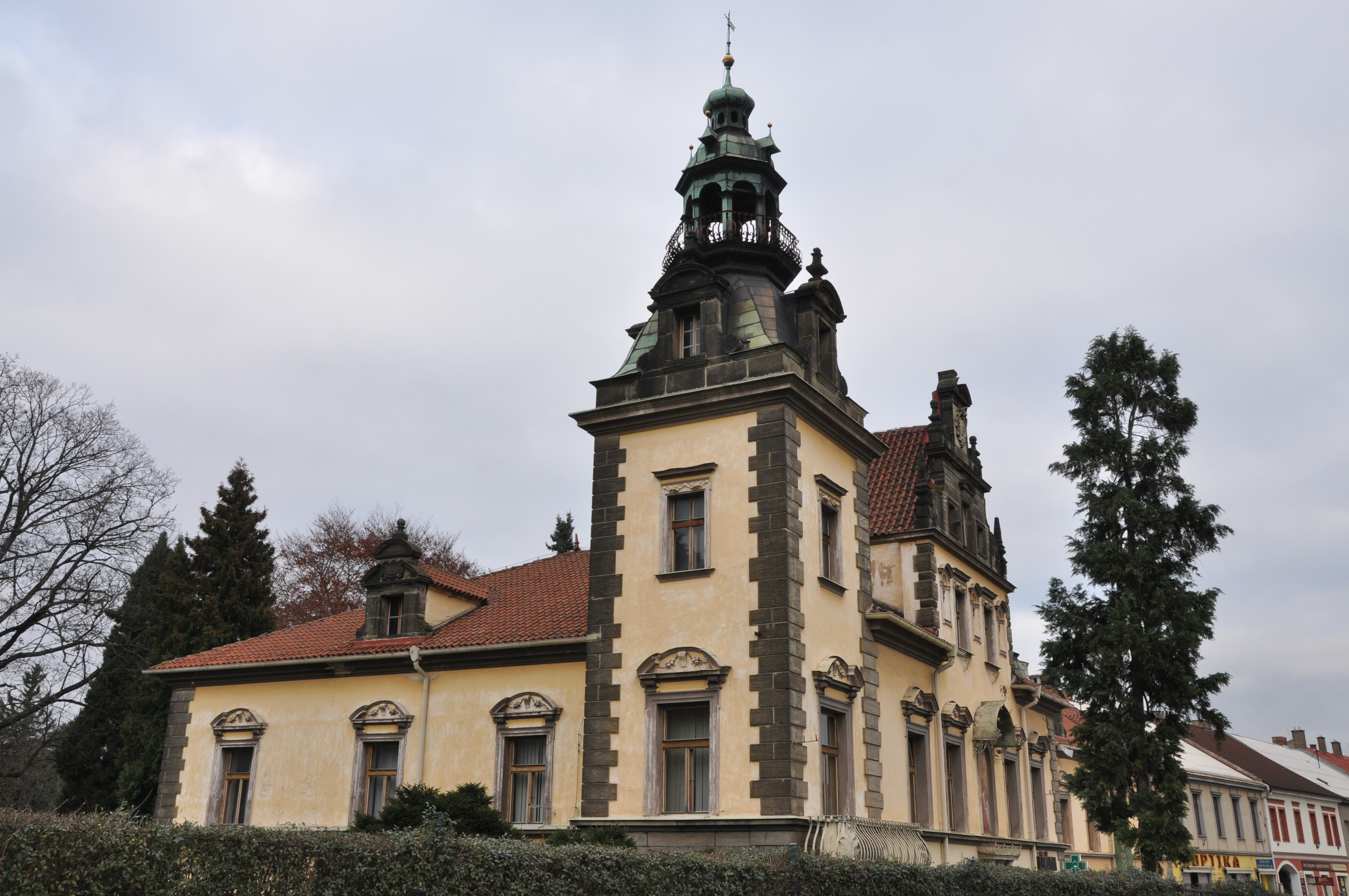
Wiesnerova vila, dokončená roku 1879

Následujícího roku se vrátil do Chrudimi, oženil se zde a otevřel si ve městě vlastní zámečnickou dílnu. Svůj podnik zdárně rozvíjel a rozšiřoval, zabýval se opravami či výrobou zařízení pro lihovary a další průmyslové podniky, později začal vyrábět také zemědělské stroje. V rámci budování Akciového cukrovaru v Chrudimi se seznámil s Čeňkem Daňkem, majitelem Daňkovy strojírny v pražském Karlíně, díky kterému získal další zakázky, především pro lihovary a cukrovary tehdy hojně vznikající v nedalekém Polabí. Roku 1869 pak zakoupil v Chrudimi tři domy, kde vybudoval strojnickou továrnu se slévárnou. Firma se mj. specializovala na výrobu čerpadel či vah, roku 1870 pak začala vyrábět první mostní vagonové váhy v Rakousku-Uhersku.
Firma zdárně překonala hospodářskou krizi v Rakousku-Uhersku roku 1873, zaměstnávala více než 60 dělníků a závod tak byl největším zaměstnavatelem ve městě a okolí. V polovině 70. let 19. století zakoupil Wiesner cukrovary v Močovicích na Čáslavsku a v Libici nad Cidlinou.

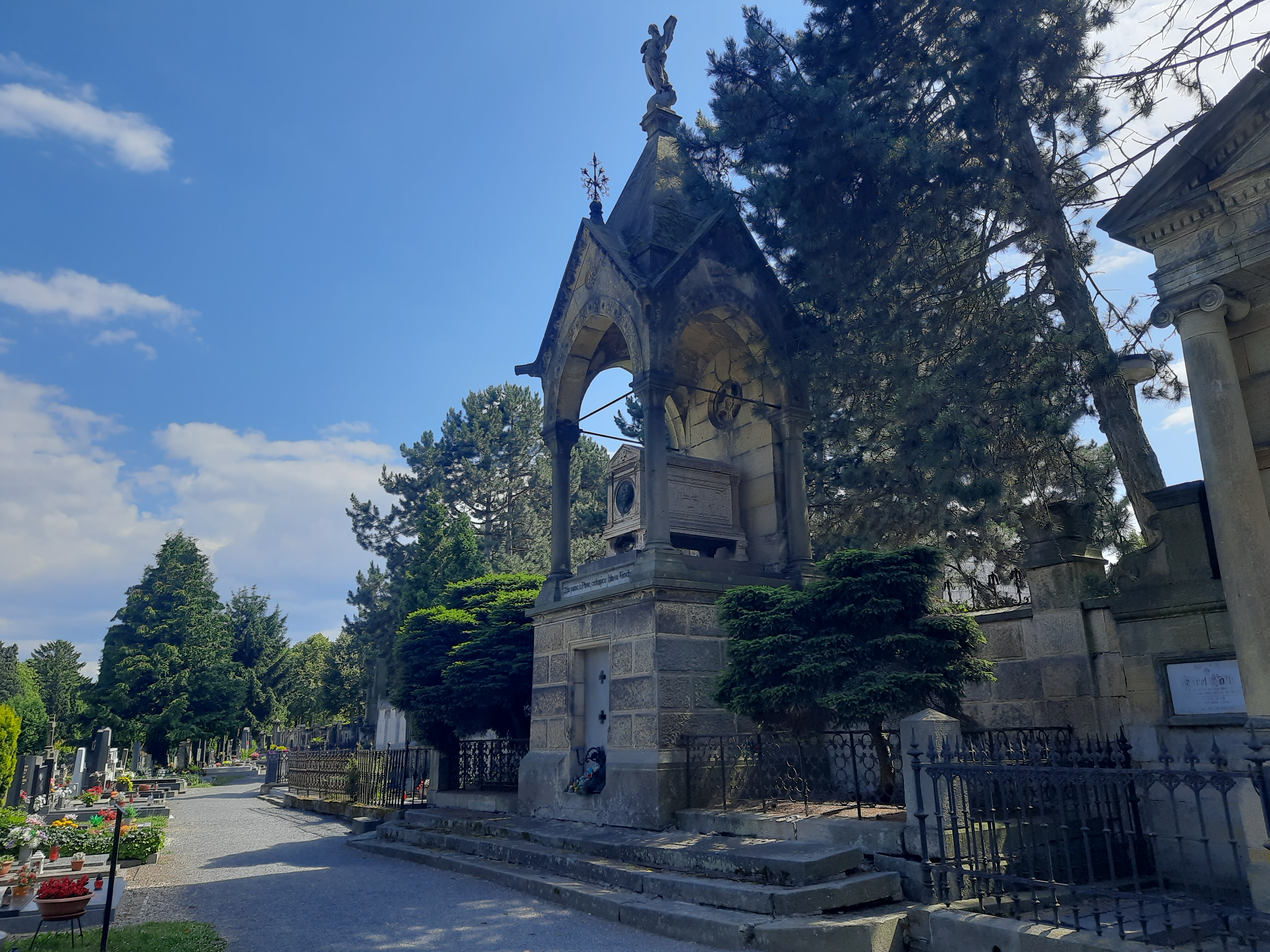
Hrobka Františka Wiesnera na chrudimském hřbitově U Kříže

Pro svou rodinu zakoupil a nechal výrazně přestavět tzv. Neuperský nebo Kuchynkovský dvůr, na jehož parcele vyrostla rozsáhlá rodinná Wiesnerova vila, postavená roku 1879 podle návrhu architekta Františka Schmoranze ml. Wiesner byl také významnou osobností českého vlasteneckého života v Chrudimi, byl členem řady českých spolků, v letech 1873–1878 členem městské rady a mecenášem řady veřejných projektů.

### Úmrtí
František Wiesner zemřel 19. února 1880 v Chrudimi po delší nemoci ve věku 46 let. Část svého jmění odkázal spolku Svatobor. Pohřben byl na zdejším hřbitově U Kříže, autorem návrhu hrobky byl opět František Schmoranz ml. Jeho úmrtí se v jednom ze svých článků věnoval také Jan Neruda.
Po jeho smrti pokračovala ve správě rodina Wiesnerova až do roku 1945. Podnik posléze změnil název na Transporta Chrudim a specializuje se především na výrobu vah či výtahů.

### Rodinný život
František Wiesner byl ženat s Annou Wiesnerovou, rozenou Vackovou.